# Michael Schenker Group
A Michael Schenker Group (röviden: MSG) egy német hard rock, heavy metal együttes. Alapító és állandó tagja Európa egyik legnagyobb gitár virtuóza, Michael Schenker. Már gyermekként tanult gitározni. Idősebb testvére, Rudolf Schenker vitt először neki haza egy Flying V típusú gitárt. Michael Schenker 1972-ben debütált a Scorpions-szal, majd 1973-band átment az UFO-hoz és 1979-ig tagja is volt az együttesnek. Ez után alapította meg saját együttesét, a Michael Schenker Group-ot. 1980-ban jelent meg első nagylemezük és ennek a megjelenése után évekig sorra adták ki a lemezeiket, melynek következménye, hogy minél nagyobb elismerés kapott az együttes. Az együttes saját nevét viselő lemez és az azt követő M.S.G. és az Assault Attack sokat ígérő lemeznek ígérkezett, de az érdeklődés elült. Sorra jöttek a tagcserék, de ez sem segített. A várva várt siker elmaradt. 1986-ban az együttes feloszlott és helyette egy kísértetiesen hasonló együttes alakult, a McAuley Schenker Group. Az együttes 1996-ban tért vissza a Written in the Sand lemezükkel. Az MSG életét folyamatos konfliktusok jellemezték és ezért a tagok jöttek, s majd sietve mentek is. Ennek következménye, hogy megszámlálhatatlan basszusgitáros és dobos csatlakozott, majd lépett ki az együttesből.

## Albumok
- The Michael Schenker Group (1980)
- M.S.G. (1981)
- Assault Attack (1982)
- Built To Destroy (1983)
- Written In The Sand (1997)
- The Unforgiven (1998)
- Be Aware Of Scorpions (2001)
- Arachnophobiac (2003)
- Heavy Hitters (2005)
- Tales Of Rock'n'Roll (2006)
- In The Midst Of Beauty (2008)